# Мозес Мабида (стадион)
Мозес Мабида (англ. Moses Mabhida Stadium) — футбольный стадион в Дурбане, ЮАР, одна из арен чемпионата мира по футболу 2010 года и Кубка африканских наций 2013 года. Строительство стадиона было начато в 2006 году и завершено в 2009 году.  Проект был разработан немецким архитектурным бюро GMP Architects. Арена рассчитана на 70 000 зрителей.
Стадион построен рядом со старым стадионом «Кингз-парк» (англ. Kings Park Stadium), который, в свою очередь, принимал матчи Кубка мира по регби 1995 года и Кубка африканских наций 1996 года.
При планировке стадион носил имя короля зулусов Чака, но во время строительства был переименован в честь бывшего генерального секретаря Южно-Африканской коммунистической партии Мозеса Мабиды.
Для поддержки крыши через весь стадион проведена арка, длина которой составляет 350 метров, а высота 105 метров. Арка весит 2600 тонн. На верхушке арки расположена смотровая площадка, куда посетителей доставляет специальный фуникулер.

## Матчи чемпионата мира 2010 года
Время местное
| Дата         | Время | Команда 1  | Счёт | Команда 2   | Стадия     | Зрители |
| 13 июня 2010 | 20:30 | Германия   | 4–0  | Австралия   | Группа D   | 62,660  |
| 16 июня 2010 | 16:00 | Испания    | 0–1  | Швейцария   | Группа H   | 62,453  |
| 19 июня 2010 | 13:30 | Нидерланды | 1–0  | Япония      | Группа E   | 62,010  |
| 22 июня 2010 | 20:30 | Нигерия    | 2–2  | Южная Корея | Группа B   | 61,874  |
| 25 июня 2010 | 16:00 | Бразилия   | 0–0  | Португалия  | Группа G   | 62,712  |
| 28 июня 2010 | 16:00 | Нидерланды | 2–1  | Словакия    | 1/8 финала | 61,962  |
| 7 июля 2010  | 20:30 | Германия   | 0–1  | Испания     | Полуфинал  | 60,960  |

## Кубок Африканских наций 2013
В рамках турнира на стадионе состоялось шесть матчей: четыре игры группового этапа, один четвертьфинал, а также один из полуфиналов.
| Дата           | Команда 1  | Счёт | Команда 2 | Стадия        | Зрители |
| 23 января 2013 | ЮАР        | 2–0  | Ангола    | Группа А      | 50,000  |
| 23 января 2013 | Кабо-Верде | 1–1  | Марокко   | Группа А      | 25,000  |
| 27 января 2013 | ЮАР        | 2–2  | Марокко   | Группа А      | 45,000  |
| 28 января 2013 | ДР Конго   | 1–1  | Мали      | Группа B      | 8,000   |
| 2 февраля 2013 | ЮАР        | 1–1  | Мали      | Четвертьфинал | 45,000  |
| 6 февраля 2013 | Мали       | 1–4  | Нигерия   | Полуфинал     | 54,000  |